# Sinfonia in re minore (Rachmaninov)
La Sinfonia in re minore, detta anche Sinfonia giovanile, è una composizione incompiuta di Sergej Vasil'evič Rachmaninov.

## Storia della composizione
Nell'agosto del 1891 Rachmaninov scrisse, in una lettera all'amico Michail A. Slonov:
Il compositore completò solo il primo movimento della sinfonia, in re minore; l'autografo della partitura è intitolato: "Sinfonia. Primo movimento. Composta da S. Rachmaninov il 28 settembre 1891". L'opera fu pubblicata postuma a Mosca nel 1947, a cura di Pavel Lamm, che la denominò convenzionalmente Sinfonia giovanile, per distinguerla dalla successiva Sinfonia n. 1 di Rachmaninov, anch'essa in re minore.